# 24 rozen
24 rozen is een liedje uit 1967 van Toon Hermans.
Het lied beschrijft een rij willekeurige objecten in willekeurige hoeveelheden. De getallen daarbij zouden de objecten groter maken dan dat zij in werkelijkheid zijn. Wereldlijke zaken (verliefde wolken, papieren vliegers, babyfoto’s) worden afgewisseld met katholieke onderwerpen (vagevuur, bisschopsmijters, nonnetjes). Toch werden ze allemaal verdrongen door ieder moment van de dag denk ik aan jou. Het lied is afkomstig uit zijn vijfde onemanshow Tien Toon!. Alhoewel het een van de populairste liedjes van Hermans is, verscheen het nooit op single. Bossen van 24 rozen legde men trouwens op de kist van Hermans op diens begrafenis.
Govert van Oest (piano), Coen van Nassau (vibrafoon), Hans de Ruyter (trombone), Tonny Nüsser (drumstel), Robby Pauwels (gitaar) en Koos Serierse (contrabas) begeleidden Hermans.
Andere artiesten die het opnamen zijn André van Duin, Ramses Shaffy (met en zonder Liesbeth List), Corry Brokken, Renate Robben, Jan & Zwaan, Vader Abraham en Paul de Leeuw. Rita Reys zong het als 27 roses in een bigbandarrangement van en door Rogier van Otterloo en het Metropole Orkest.
...en 24 rozen,
24 rozen,
24 rozen voor jou
(Toon Hermans, fragment van het refrein van 24 rozen)

## NPO Radio 2 Top 2000
| Nummer met noteringen in de NPO Radio 2 Top 2000 | '99 | '00  | '01 | '02  | '03  | '04  | '05  | '06 | '07  | '08  | '09  | '10  | '11  | '12  | '13  |
| ------------------------------------------------ | --- | ---- | --- | ---- | ---- | ---- | ---- | --- | ---- | ---- | ---- | ---- | ---- | ---- | ---- |
| 24 rozen                                         | 752 | 1086 | 706 | 1211 | 1157 | 1308 | 1088 | 973 | 1074 | 1072 | 1437 | 1361 | 1336 | 1257 | 1754 |

1. ↑  Een vetgedrukt getal geeft de hoogste notering aan.
2. ↑  Deze tabel is bijgewerkt tot en met de laatste editie (2024).